# شواهد رنگ‌آمیزی برای انتخاب طبیعی

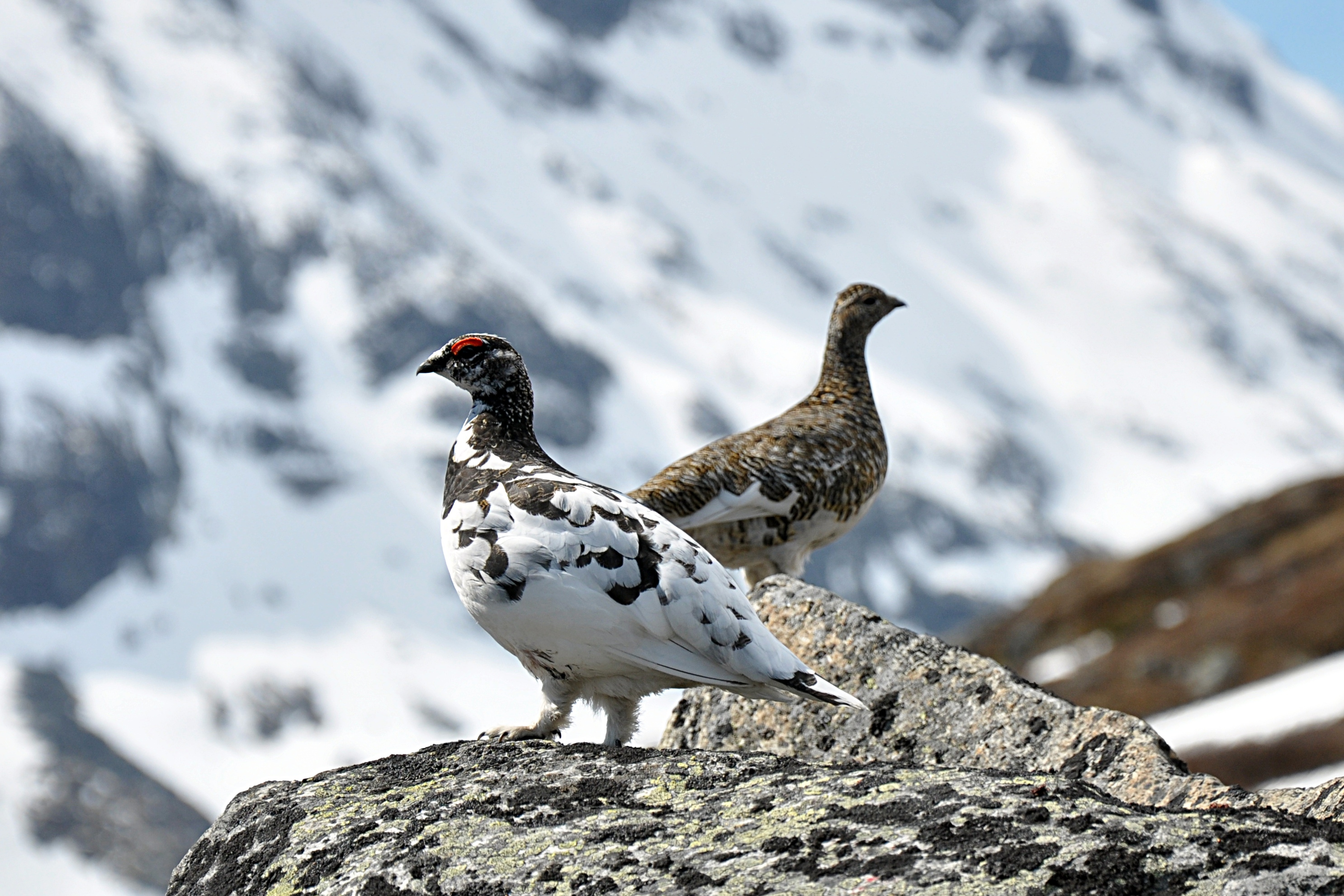
انتخاب طبیعی باقرقره پرپای صخره را به سوی تغییر از استتار برفی در زمستان به رنگ‌آمیزی گیج‌کننده متناسب با تپه‌ماهور در تابستان سوق داده است.

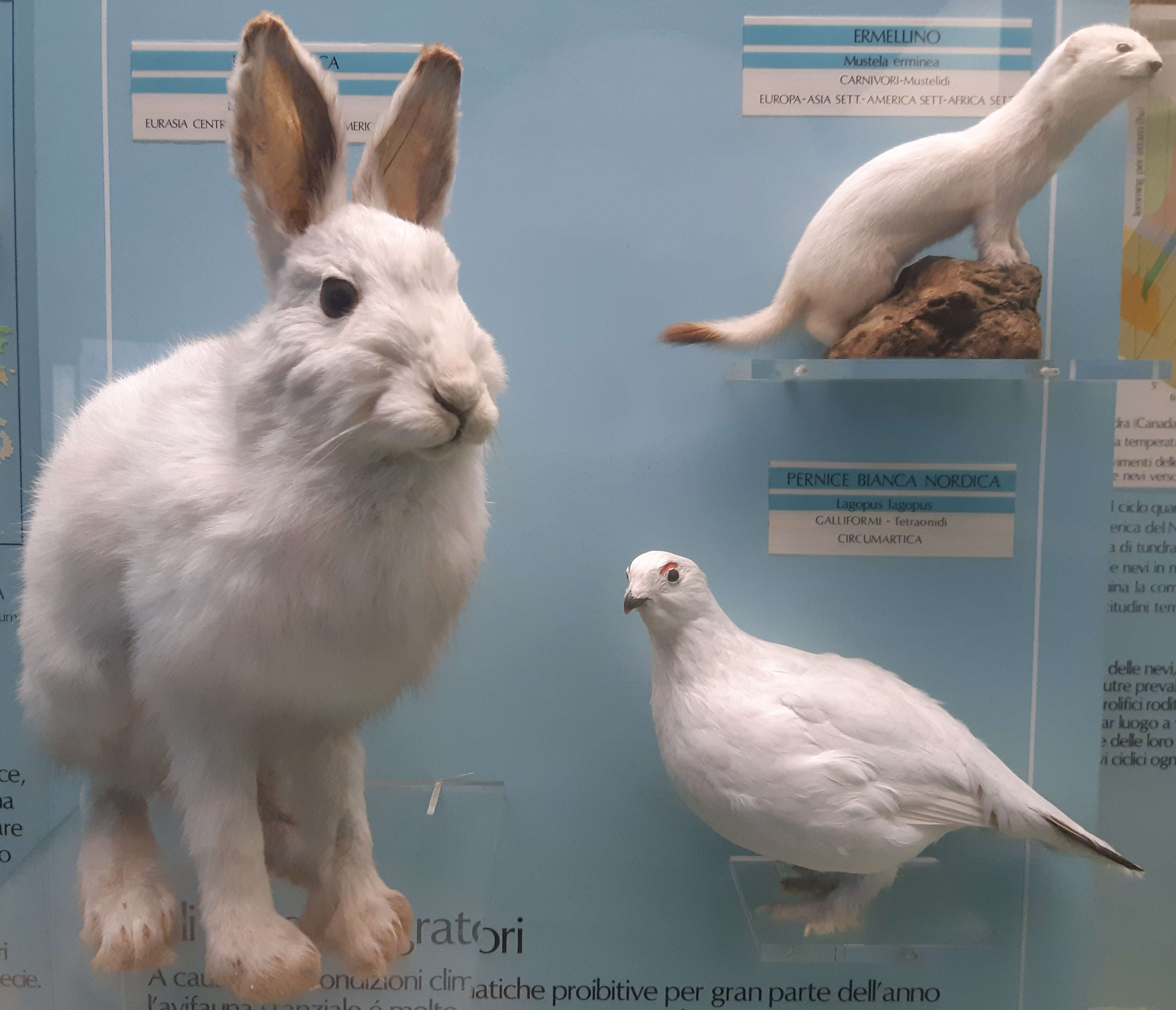
تکامل همگرای استتار برفی در خرگوش قطبی، راسو و باقرقره شواهد اولیه‌ای را برای انتخاب طبیعی ارائه کرد.

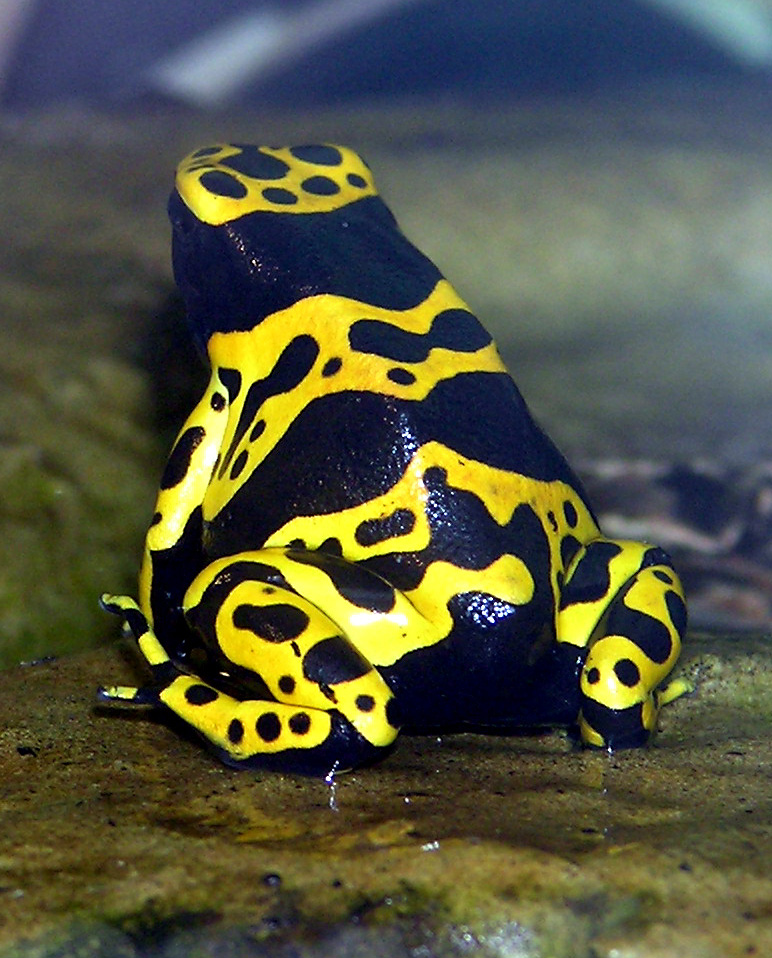
رنگ هشدار از قورباغه دارت سمی Dendrobates leucomelas محافظت می‌کند.

رنگ‌آمیزی جانوران شواهد اولیه مهمی برای تکامل توسط انتخاب طبیعی ارائه کرد، در زمانی که شواهد مستقیم کمی در دسترس بود. سه کارکرد اصلی رنگ‌آمیزی در نیمه دوم سدهٔ نوزدهم کشف شد و پیامد آن به عنوان شواهدی از انتخاب مورد استفاده قرار گرفت: استتار (رنگ‌آمیزی حمایتی)، تقلید، هم به‌طور باتسیان و هم به‌طور مولری و رنگ هشدار.
کتاب «دربارهٔ خاستگاه گونه‌ها» چارلز داروین در سال ۱۸۵۹ منتشر شد، که بر اساس شواهد غیرمرتبه‌ای استدلال می‌کرد که انتخاب توسط پرورش‌دهندگان انسانی می‌تواند تغییر ایجاد کند، و از آنجایی که آشکارا مبارزه برای هستی وجود دارد، انتخاب طبیعی باید در حال انجام باشد. اما او توضیحی برای تنوع ژنتیکی یا وراثت نداشت، که هر دو برای این نظریه ضروری هستند. بر این اساس، بسیاری از نظریه‌های جایگزین توسط زیست‌شناسان مورد توجه قرار گرفتند که تهدیدی برای تضعیف تکامل داروینی بودند.
برخی از اولین شواهد توسط معاصران داروین، طبیعت‌شناسان هنری والتر بیتس و فریتز مولر ارائه شده است. آنها بر اساس مشاهدات خود از پروانه‌های گرمسیری، شکل‌های تقلیدی را توصیف کردند که اکنون نام خود را دارند. این الگوهای بسیار خاص رنگ‌آمیزی به آسانی با انتخاب طبیعی توضیح داده می‌شوند، زیرا شکارگرانی مانند پرندگان که با دید شکار می‌کنند، بیشتر حشرات را می‌گیرند و می‌کشند که کمتر شبیه مدل‌های ناپسند هستند تا آنهایی که تقلید بهتری دارند، اما الگوها در غیر این صورت برای توضیح دادن سخت هستند.
داروین‌گرایانی مانند آلفرد راسل والاس و ادوارد باگنال پولتون و در سدهٔ بیستم هیو کات و برنارد کتلول به دنبال شواهدی بودند که انتخاب طبیعی در حال وقوع است. والاس خاطرنشان کرد که استتار برفی، به خصوص پر و بال و پری که با فصول تغییر می‌کرد، توضیح واضحی را به عنوان سازگاری برای پنهان کردن پیشنهاد می‌کند. کتاب پولتون در سال ۱۸۹۰، رنگ‌های جانوران که در دوران کم‌رونقی داروینیسم نوشته شد، از تمام شکل‌های رنگ‌آمیزی برای بحث دربارهٔ انتخاب طبیعی استفاده کرد. کوت انواع بسیاری از استتارها را توصیف کرد، و به ویژه نقاشی‌های او از رنگ‌آمیزی گیج‌کننده همزمان در قورباغه‌ها، زیست‌شناسان دیگر را متقاعد کرد که این نشانه‌های فریبنده محصول انتخاب طبیعی هستند. کتل‌ول بر روی تکامل پروانه فلفلی آزمایش کرد و نشان داد که گونه‌ها با تغییر محیط زیست سازگار شده‌اند. این شواهد قانع‌کننده‌ای از تکامل داروینی بود.

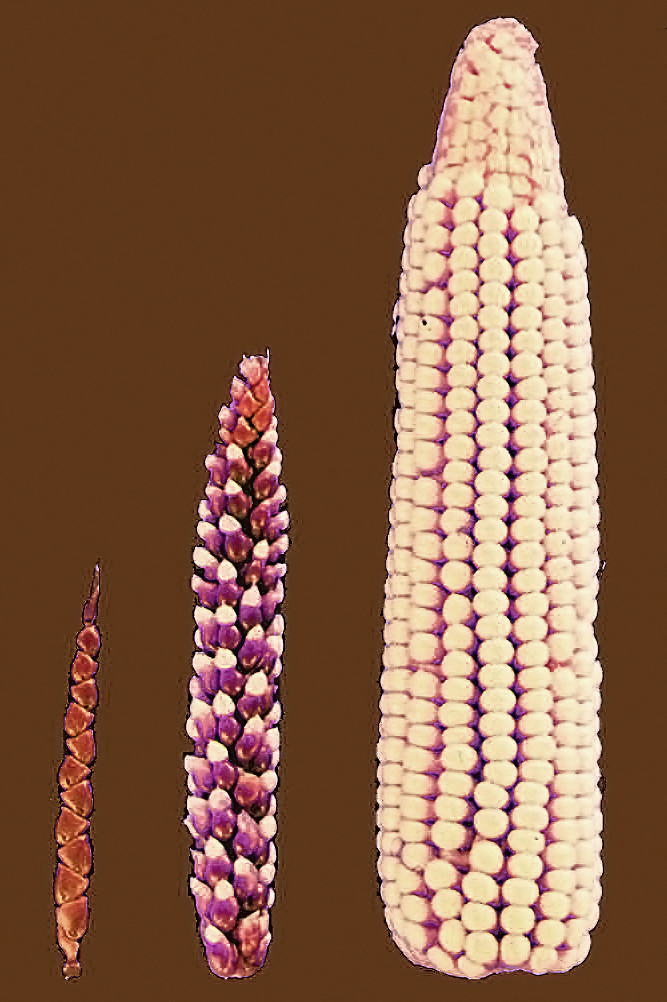
پرورش انتخابی، خوشه‌های کوچک ذرت تئوزینت (سمت چپ) را به ذرت نوین (راست) تبدیل کرد. داروین استدلال کرد که تکامل به روشی مشابه عمل می‌کند.

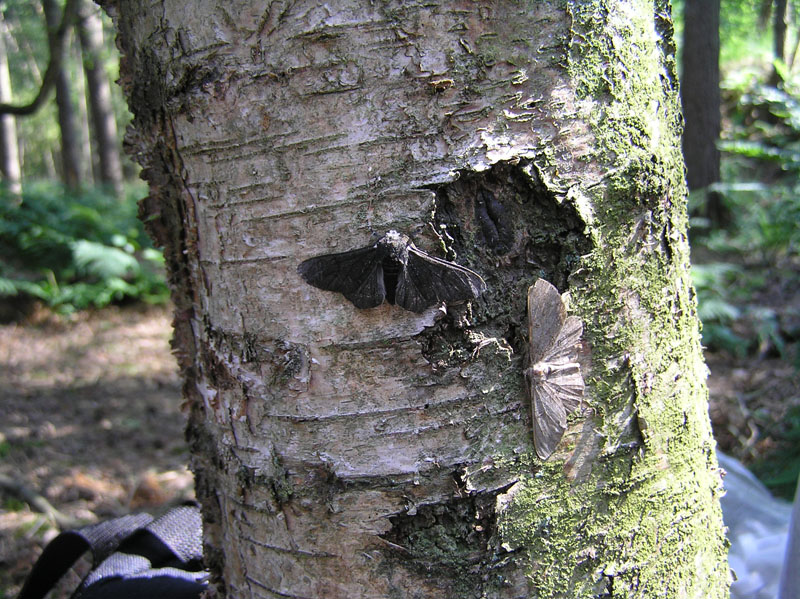
برنارد کتلول ادعا کرد که تغییر در فراوانی ریخت‌های روشن و تیره پروانه فلفلی، Biston betularia شواهد مستقیمی از انتخاب طبیعی است.

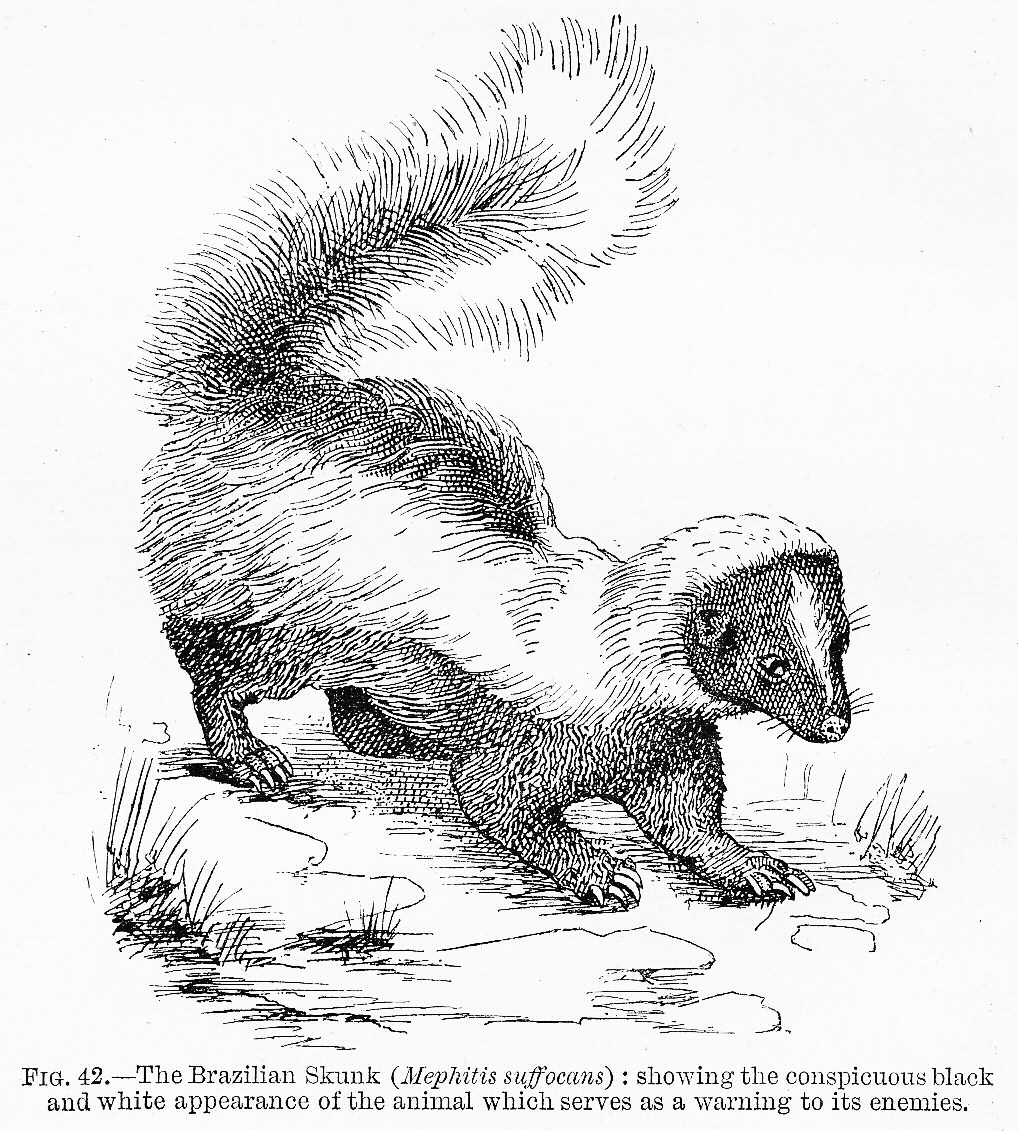
رنگ‌آمیزی هشداردهنده «اسکانک برزیلی» در کتاب «رنگ‌های حیوانات» اثر ادوارد باگنال پولتون، ۱۸۹۰